# Elezione papale del 1143
L’elezione papale del 1143 venne convocata a seguito della morte di papa Innocenzo II e si concluse con l'elevazione alla Cattedra di Pietro di papa Celestino II.

## Svolgimento
L'elezione, iniziata il 24 settembre 1143, durò due giorni e si tenne nella Basilica Lateranense. Il cardinale Guido Guelfucci di Città di Castello venne eletto papa col nome di Celestino II. In una lettera del 6 novembre all'abate di Cluny lo stesso pontefice racconta la sua elezione: "Notum igitur facimus dilectioni vestrae quod Domino nostro bonae memoriae papa Innocentio, VIII Kal. Octobris defuncto, et in Lateranensi ecclesia cum maximo cleri ac populi Romani frequentia tumulato, cardinales presbyteri et diaconi, una cum fratribus nostris episcopis et subdiaconis, clero ac populo Romano acclamante, partim et expetente, tertia die in ipsa ecclesia unanimi voto et pari consensu, me indignum, et prorsus tanti officii imparem, nescio quo Dei judicio, in Romanum pontificem concorditer elegerunt". Venne consacrato il successivo 3 ottobre.
Il Collegio cardinalizio era formato da trenta porporati: sei cardinali vescovi, dodici cardinali preti e dodici cardinali diaconi. Almeno otto di essi furono assenti. Quindi presero parte all'elezione al massimo 22 cardinali. Di essi, uno era stato creato da Pasquale II, uno da Onorio II, due Callisto II e i rimanenti 18 da Innocenzo II.

## Cardinali elettori
Nel febbraio 1145, c'erano probabilmente 43 cardinali, di cui probabilmente 7 erano in missione all'estero, e uno non era residente presso la Curia romana, quindi votarono un massimo di 35 cardinali:

### Presenti in conclave
| Nome                                     | Paese                   | Titolo                                                        | Ruolo                                                                      | Nascita  | Concistoro |
| ---------------------------------------- | ----------------------- | ------------------------------------------------------------- | -------------------------------------------------------------------------- | -------- | ---------- |
| Corrado della Suburra, Can. Reg. Lat.    | Stato Pontificio        | Cardinale vescovo di Sabina; Decano del collegio cardinalizio | Vicario di Roma; eletto papa Anastasio IV nel 1153                         | 1073     | 1113       |
| Theodwin                                 | Sacro Romano Impero     | Cardinale vescovo di Porto                                    | Abate emerito di Gorze; Legato pontificio in Germania                      | 1080 ca. | 12/1134    |
| Albéric de Beauvais, O.S.B. Clun.        | Regno di Francia        | Cardinale vescovo di Ostia                                    | Legato pontificio in Siria                                                 | 1080 ca. | 12/1138    |
| Etienne de Châlons, O. Cist.             | Regno di Francia        | Cardinale vescovo di Palestrina                               |                                                                            |          | 12/1138    |
| Pietro Papareschi                        | Stato Pontificio        | Cardinale vescovo di Albano                                   |                                                                            |          | 1142       |
| Imaro di Frascati, O.S.B. Clun.          | Regno di Francia        | Cardinale vescovo di Tuscolo                                  | Abate generale di Charite-sur-Loire                                        |          | 1142       |
| Gerardo Caccianemici dell'Orso, Can.Reg. | Comune di Bologna       | Cardinale presbitero di Santa Croce in Gerusalemme            | Bibliotecario Apostolico; Cancelliere di Santa Romana Chiesa               | 1085 ca. | 12/1122    |
| Gregorio                                 | Stato Pontificio        | Cardinale presbitero di Santa Maria in Trastevere             |                                                                            |          | 12/1138    |
| Guido Bellagi, Can. Reg.                 | Repubblica di Firenze   | Cardinale presbitero di San Crisogono                         | Legato pontificio nel Regno d'Aragona                                      |          | 12/1138    |
| Raniero                                  | Stato Pontificio        | Cardinale presbitero di Santa Prisca                          |                                                                            |          | 12/1138    |
| Tommaso, Can. Reg.                       | Libero comune di Milano | Cardinale presbitero di San Vitale                            |                                                                            |          | 12/1140    |
| Gilberto                                 |                         | Cardinale diacono di Sant'Adriano al Foro                     |                                                                            |          | 12/1141    |
| Guido Summanus                           | Repubblica di Pisa      | Cardinale presbitero di San Lorenzo in Damaso                 | Legato pontificio in Lombardia                                             |          | 12/1140    |
| Niccolò                                  |                         | Cardinale diacono                                             |                                                                            |          | 12/1140    |
| Guido Guelfucci di Castello              | Sacro Romano Impero     | Cardinale presbitero di San Marco; eletto papa                | Legato Pontificio emerito in Francia                                       | 1085 ca. | 12/1127    |
| Pietro, Can. Reg.                        |                         | Cardinale presbitero di Santa Pudenziana                      | Arciprete della Basilica Vaticana                                          |          | 12/1140    |
| Hubaldus                                 |                         | Cardinale presbitero dei Santi Giovanni e Paolo               |                                                                            |          | 12/1140    |
| Pietro della Gherardesca                 | Repubblica di Pisa      | cardinale presbitero di Santa Susanna                         | Canonista e Teologo, Segretario Papale emerito; Auditore del Sacro Palazzo |          | 1112       |
| Gregorio Tarquini                        | Stato Pontificio        | Cardinale diacono dei Santi Sergio e Bacco                    | Cardinale protodiacono                                                     |          | 17/12/1122 |
| Pietro                                   | Stato Pontificio        | Cardinale diacono di Santa Maria in Portico                   |                                                                            |          | 12/1140    |
| Pietro                                   | Stato Pontificio        | Cardinale diacono di Santa Maria in Aquiro                    |                                                                            |          | 12/1140    |
| Ubaldo                                   |                         | Cardinale diacono di Santa Maria in Via Lata                  |                                                                            |          | 1133       |
| Oddone Fattiboni                         | Stato Pontificio        | Cardinale diacono di San Giorgio al Velabro                   |                                                                            |          | 1130       |
| Gerardo                                  |                         | Cardinale diacono di Santa Maria in Domnica                   |                                                                            |          | 1134       |
| Guido da Vico                            | Repubblica di Pisa      | Cardinale diacono dei Santi Cosma e Damiano                   |                                                                            | 1070 ca. | 1130       |
| Ottaviano dei Crescenzi Ottaviani        | Stato Pontificio        | Cardinale diacono di San Nicola in Carcere                    | Legato pontificio nel Regno di Sicilia                                     | 1095     | 1138       |

### Assenti in conclave
| Nome                         | Paese               | Titolo                                                      | Ruolo | Nascita  | Concistoro |
| ---------------------------- | ------------------- | ----------------------------------------------------------- | --- | -------- | ---------- |
| Rainaldo di Collemezzo       | Regno di Sicilia    | Cardinale presbitero dei Santi Marcellino e Pietro          | Abate di Montecassino | 1110 ca. | 12/1140    |
| Guido di Castro Ficelo       | Stato Pontificio    | Cardinale diacono                                           | Minister altaris della Patriarcale Basilica Lateranense; Legato pontificio in Moravia                                                        |          | 12/1140    |
| Goizzone                     |                     | Cardinale presbitero di Santa Cecilia                       | Legato Pontificio nella Repubblica di Venezia                                                                                                |          | 12/1138    |
| Ubaldo Allucingoli, O. Cist. | Repubblica di Lucca | Cardinale presbitero di Santa Prassede                      | Legato Pontificio in Lombardia; Canonico del Capitolo della Cattedrale di Lucca; eletto papa con il nome di Lucio III nel conclave del 1181. | 1097     | 23/02/1141 |
| Adinolfo                     | Stato Pontificio    | Cardinale diacono di Santa Maria in Cosmedin                | Abate di Farfa |          | 1130       |
| Robert Pullen                | Regno d'Inghilterra | Cardinale presbitero dei Santi Silvestro e Martino ai Monti | Arcidiacono di Rochester | 1080     | 1142       |